# Лі Бінчан
Лі Бінчан (кит.: 李秉常; піньїнь: Li Bingchang), храмове ім'я Хуейцзун (кит.: 惠宗; піньїнь: Huīzōng; 1061 — 21 серпня 1086) — третій імператор Західної Ся.

## Основні історичні віхи
Лі Бінчан народився у 1061, хоча в різних джерелах також згадується дата 1060. На момент раптової смерті батька мав всього шість років від народження і посів імператорський трон у шестирічному віці. Регентом і фактичним правителем Західної Ся стала його мати, вдова попереднього імператора Лі Лянцзо.
До досягнення повноліття імперією правила його мати. Після настання повноліття і прийняття ним одноосібного правління престолом, мати, користуючись владою над сином, фактично продовжувала правити імперією аж до його смерті, яка настала у 26-річному віці.
Роки правління не відзначені значними подіями чи досягненнями, що негативно позначилося на потенційній слабкості імперії Сі Ся. Династія Сун скористалася такою можливістю для вторгнення.

## Смерть імператора
Передчасно помер у 1086 році у віці 26 років. Був похований у мавзолеї Сяньлін (спрощ.: 献陵; піньїнь: Xiàn líng) пантеону Західної Ся. Посмертне ім'я Канцзін Хуанді (спрощ.: 康靖皇帝; піньїнь: Kāng jìng Huángdì).